# Nahal Sorek (conseil régional)
Le conseil régional de Nahal Sorek, en hébreu : מועצה אזורית נחל שורק, est situé dans la Shéphélah, district centre en Israël. Sa population s'élève, en 2016, à 8 917 habitants.

## Liste des communautés
- Beit Hilkia (en)
- Bnei Re'em (en)
- Ganei Tal (en)
- Hafetz Haim (en)
- Netzer Hazani (en)
- Yad Binyamin (en)
- Yesodot (en)

## Source de la traduction
- (en) Cet article est partiellement ou en totalité issu de l’article de Wikipédia en anglais intitulé « Nahal Sorek Regional Council » (voir la liste des auteurs).